# Міжнародний фонетичний алфавіт
Міжнаро́дний фонети́чний алфаві́т (англ. international phonetic alphabet, IPA; фр. alphabet phonétique international, API) або МФА — система знаків для запису транскрипції — фонетичне відображення особливостей творення звуків з усіх мов світу на основі латинського алфавіту. МФА розробила й координує Міжнародна фонетична асоціація. МФА використовують викладачі іноземних мов і студенти, лінгвісти, логопеди, співаки, актори, творці штучних мов, словникарі та перекладачі.
МФА розробили, щоб передавати лише ті мовленнєві особливості, які можна розпізнати в усному мовленні: фонеми, інтонацію, поділ слів і складів. Щоб передати додаткові особливості мови, зокрема скрегіт зубів, шепелявість, звуки, зумовлені розщепленим піднебінням, використовують додатковий набір символів — розширену МФА.
Сегменти транскрибують одним або кількома символами МФА: літерами і діакритиками. Наприклад, звук англійського диграфа ⟨ch⟩ за допомогою МФА можна транскрибувати однією літерою [c], чи за допомогою декількох літер та діакритиків [t̠̺͡ʃʰ], залежно від того наскільки точно ви хочете це зробити. Скісні риски символізують фонемічну транскрипцію; тому /tʃ/ більш абстрактна, ніж [t̠̺͡ʃʰ] або [c] і може стосуватися обох транскрипцій залежно від контексту чи мови.
Іноді Міжнародна фонетична асоціація додає, видаляє або модифікує абеткові символи. Станом на 2005 рік, коли була зроблена остання зміна, МФА нараховував 107 окремих букв, 52 діакритичних знаки і 4 просодійні знаки (Список символів Міжнародного фонетичного алфавіту).

## Історія
У середині 19 ст. великою популярністю послуговувалася фонотипічна абетка Пітмана, створена спочатку для полегшення англійського правопису, але згодом адаптована до багатьох інших мов. Її можна вважати предтечею МФА.
1886 року група французьких і британських викладачів мов на чолі з французьким лінгвістом Полем Пассі створила товариство, відоме з 1897 року як Міжнародна фонетична асоціація (фр. Association phonétique internationale). Початковий алфавіт ґрунтовано на запропонованій для англійської мови правописній реформі Romic alphabet, але, щоб зробити його придатним для інших мов, значення символів могли змінювати від мови до мови. Наприклад, звук [ʃ] (ш) в англійській мові позначали буквою «c», а у французькій — буквою «x». Проте 1888 року алфавіт зробили однаковим для різних мов, водночас заклавши основу для всіх подальших правлень.
Від створення МФА його кілька разів переробляли. Після значних змін 1900 і 1932 років МФА залишався незмінним до Кільського з'їзду 1989 року. 1993 року внесли незначну зміну, додавши чотири голосні середнього ряду середнього підняття і скасувавши символи глухих імплозивних приголосних. Останню зміну зробили 2005 року, додавши символ лабіо-дентального (губно-зубного) одноударного приголосного. Крім додавання й видалення символів, зміни в МФА переважно полягали у перейменуванні символів і категорій, а також у модифікуванні гарнітур.
Розширення МФА, створені 1990 року, офіційно визнала Міжнародна асоціація клінічної фонетики та лінгвістики 1994 року.

## Опис
Головний принцип МФА полягає в наданні однієї літери для кожного характерного звука (сегмента мови). Це означає, що:
- Зазвичай у ньому не використовуються комбінації літер для позначення окремих звуків, як це робиться в англійській мові з ⟨sh⟩, ⟨th⟩ та ⟨ng⟩. Так само не використовується одна літера для позначення кількох звуків, як в англійській ⟨x⟩, що представляє /ks/ або /ɡz/; або ⟨щ⟩ і ⟨я⟩ які представляють /ʃʧ/ і /ja/ в українській мові.

- У ньому немає літер, які позначають різні звуки залежно від контексту. Такі як: ⟨c⟩ і ⟨g⟩, які в кількох європейських мовах мають «тверду» та «м'яку» вимову; або українські ⟨я⟩, ⟨ю⟩, ⟨є⟩, ⟨ї⟩.

- МФА зазвичай не має окремих літер для двох звуків, якщо жодна відома мова не розрізняє їх.[2][ком 3] Однак, якщо велику кількість фонемічно відмінних літер можна вивести за допомогою діакритичних знаків, то замість окремих символів можна використовувати саме їх.[ком 4]

Алфавіт призначений для транскрипції звуків (фонів), а не фонем, хоча для транскрипції фонем він використовується також. Декілька літер, що не вказували конкретні звуки, були вилучені – ⟨ˇ⟩ колись використовувався для «сполучного» тону у Шведській і Норвезькій; ⟨ƞ⟩ використовувався для мораїчного носового в Японській – хоча один залишився: ⟨ɧ⟩, який позначає звук ⟨sj⟩ в Шведській. Хоча IPA використовується для широкої фонетичної або фонемічної транскрипції, відповідність літери і звука може бути досить вільною. МФА рекомендують використовувати більш «знайомі» літери, якщо це не призведе до неоднозначності. Наприклад, ⟨e⟩ і ⟨o⟩ для [ɛ] і [ɔ], ⟨t⟩ для [t̪] або [ʈ], ⟨f⟩ для [ɸ] і так далі. І дійсно, ілюструючи Гінді в Посібнику МФА використані літери ⟨c⟩ і ⟨ɟ⟩ для /t͡ʃ/ і /d͡ʒ/.
107 літер використовується для приголосних і голосних, 31 діакритиків для модифікації звуків і 17 додаткових знаків на позначення супрасегментальних якостей таких як: довжина, тон, наголос та інтонація. Всіх їх розміщено в таблицях; таблиці розміщені тут з офіційного сайту МФА.

### Форми літер
Символи для МФА вибиралися так, щоб вони гармонували з латинським алфавітом, тому більшість символів — літери латинської та грецької абеток або їх модифікації. Проте є й інші символи: наприклад, символ, що позначає гортанну змичку, ⟨ʔ⟩, має форму знака питання з видаленою крапкою, а спочатку виглядав як апостроф. Декілька літер, як от дзвінкий глотковий фрикативний ⟨ʕ⟩, були натхнені іншими системами письма (в даному випадку арабською літерою ⟨ﻉ⟩)

Два варіанти написання малої літери «g» з «розкритим хвостом» і «хвостом у вигляді петлі». Початково, варіант написання з «розкритим хвостом» вважався єдино правильним символом МФА, але тепер обидва вважаються правильними. Детальніше в історії Міжнародного фонетичного алфавіту.

Деякі форми літер походять від існуючих букв:
- Гачок повернутий у правий бік (ретрофлексний гак), як у ⟨ʈ ɖ ɳ ɽ ʂ ʐ ɻ ɭ ⟩, вказує на ретрофлексне місце творення.
- Гачок зверху, як у ⟨ɠ ɗ ɓ⟩, вказує на імплозивність.
- Кілька носових приголосних засновані на формах ⟨n⟩: ⟨n ɲ ɳ ŋ⟩. ⟨ɲ⟩ і ⟨ŋ⟩ походять від диграфів gn і ng[14], а ⟨ɱ⟩ є імітацією ⟨ŋ⟩.
- Літери, повернуті на 180 градусів, наприклад ⟨ɐ ɔ ə ɟ ɥ ɯ ɹ ʌ ʍ ʎ⟩ походять від ⟨a c e f h m r v w y⟩[ком 8]. Обертання було популярним в епоху механічного набору тексту, оскільки воно мало перевагу в тому, що не потребувало відливання спеціальних літер для символів МФА. Так само традиційно подвійну роль мали ⟨b⟩ і ⟨q⟩, ⟨d⟩ і ⟨p⟩, ⟨n⟩ і ⟨u⟩, ⟨6⟩ і ⟨9⟩, щоб зменшити витрати.
- Серед приголосних літер малі великі літери ⟨ɢ ʜ ʟ ɴ ʀ ʁ⟩, а також ⟨ꞯ⟩ у розширеннях для МФА, позначають більш гортанні звуки, ніж їхні базові версії –  за виключенням більш пізнього ⟨ʙ⟩. Серед голосних звуків, капітелі позначають слабі голосні. Більшість оригінальних капітелів в голосних звуків було змінено на більш виразні форми. – наприклад з (Sc #U Ɐ E A) на ⟨ʊ ɤ ɛ ʌ⟩[джерело?] – залишилися тільки ⟨ɪ ʏ⟩.

Незважаючи на своє прагнення до символів, що гармонують з латинським алфавітом, Міжнародна фонетична асоціація іноді приймала й інші символи. Наприклад, до 1989 року символами МФА для клацальних приголосних (також кліки або клік-приголосні) були [ʘ], [ʇ], [ʗ] та [ʖ]. Усі вони були утворені від вже існуючих літер (а саме від [t], [c] і [ʕ]). Але, окрім [ʘ], жоден з цих символів не використовувався койсаністами чи бантуїстами (фахівцями з вивчення койсанських мов та мов банту, в яких присутні клацальні приголосні). У результаті, на Кільському з'їзді МФА у 1989 році їх було замінено на менш латиноподібні, але більш поширені символи [ʘ], [ǀ], [ǃ], [ǂ] і [ǁ].

### Типографія та іконічність
Міжнародний фонетичний алфавіт заснований на латинській абетці й намагається використовувати якомога менше нелатинських літер. Асоціація створила МФА таким чином, щоб звукові значення більшості літер відповідали «міжнародному використанню» (приблизно класичній латиниці). Таким чином приголосні ⟨b⟩, ⟨d⟩, ⟨f⟩, ⟨ɡ⟩, ⟨h⟩, ⟨k⟩, ⟨l⟩, ⟨m⟩, ⟨n⟩, ⟨p⟩, ⟨s⟩, ⟨t⟩, ⟨v⟩, ⟨w⟩, і ⟨z⟩ мають більш-менш таке ж значення як в англійській (g як в gill, h як в hill, хоча p t k неаспіровані як у spill, still, skill); а голосні ⟨a⟩, ⟨e⟩, ⟨i⟩, ⟨o⟩, ⟨u⟩ відповідають довгим звуковим значенням з латини: [i] як у слові machine, [u] як у rule, та ін. Інші латинські літери, зокрема ⟨j⟩, ⟨r⟩ і ⟨y⟩, звучать не як в англійській, але як в латині чи інших європейських мовах.
Цей базовий набір з латини розширений доданням капітелей так курсивів, діакритиків та поворотів. Їх звукові значення пов'язані з оригінальними літерами, і їхнє походження може бути іконічним. Наприклад, літери з гаком знизу, спрямованим вправо, вказують на ретрофлексні еквіваленти початкових літер, а капітелі вказують на увулярні.
В МФА є декілька літер з грецької абетки, хоча їхні звукові значення можуть відрізнятися від грецької мови. Для грецьких літер були розроблені злегка відмінні гліфи. Наприклад ⟨ɑ⟩, ⟨ꞵ⟩, ⟨ɣ⟩, ⟨ɛ⟩, ⟨ɸ⟩, ⟨ꭓ⟩ і ⟨ʋ⟩, які в Юнікоді закодовані окремо від їхніх грецьких оригіналів. Проте ⟨θ⟩ має лише грецьку форму, а для ⟨ꞵ ~ β⟩ і ⟨ꭓ ~ χ⟩ загальновживані й грецька і латинська форми.
Літери тону запозичено не з алфавіту, а зі звукових слідів на гамі.
Окрім самих літер, існує безліч допоміжних символів, які допомагають у транскрипції. Діакритичні знаки можна комбінувати з літерами, щоб додати тон і фонетичні деталі, наприклад, вторинну артикуляцію. Існують також спеціальні символи для позначення просодичних особливостей, таких як наголос та інтонація.

### Інші репрезентації
Літери МФА мають курсивний запис, призначений для використання в рукописах і під час записів у польових умовах. Але Посібник рекомендує не використовувати його, оскільки більшості людей «складніше розшифрувати скорописний МФА».

## Літери

### Приголосні

#### Легеневі (пульмонічні)
Легеневі приголосні утворені внаслідок перепони в гортані або роті й одночасного або дальшого виштовхування повітря з легенів. Легеневі приголосні переважають у МФА та мові людей. Усі приголосні української мови — легеневі.
У таблиці легеневих приголосних, у якій переважають приголосні, рядки позначають спосіб творення, тобто як приголосний утворено, а стовпці позначають місце творення, тобто де в голосовому тракті утворено цей приголосний. Основна таблиця містить лише приголосні з одним місцем творення.

| \| Носові \| m̥ \| m \| ɱ̊ \| ɱ \| \| n̼ \| \| \| n̥ \| n \| \| \| ɳ̊ \| ɳ \| ɲ̊ \| ɲ \| ŋ̊ \| ŋ \| ɴ̥ \| ɴ \| \| \| \| \| \| Проривні \| p \| b \| p̪ \| b̪ \| t̼ \| d̼ \| \| \| t \| d \| \| \| ʈ \| ɖ \| c \| ɟ \| k \| ɡ \| q \| ɢ \| ʡ \| \| ʔ \| \| \| Сибілянтні африкати \| \| \| \| \| \| \| \| \| ts \| dz \| t̠ʃ \| d̠ʒ \| tʂ \| dʐ \| tɕ \| dʑ \| \| \| \| \| \| \| \| \| \| Несибілянтні африкати \| pɸ \| bβ \| p̪f \| b̪v \| \| \| t̪θ \| d̪ð \| tɹ̝̊ \| dɹ̝ \| t̠ɹ̠̊˔ \| d̠ɹ̠˔ \| \| \| cç \| ɟʝ \| kx \| ɡɣ \| qχ \| ɢʁ \| ʡʜ \| ʡʢ \| ʔh \| \| \| Сибілянтні фрикативи \| \| \| \| \| \| \| \| \| s \| z \| ʃ \| ʒ \| ʂ \| ʐ \| ɕ \| ʑ \| \| \| \| \| \| \| \| \| \| Несибілянтні фрикативи \| ɸ \| β \| f \| v \| θ̼ \| ð̼ \| θ \| ð \| θ̠ \| ð̠ \| ɹ̠̊˔ \| ɹ̠˔ \| ɻ̊˔ \| ɻ˔ \| ç \| ʝ \| x \| ɣ \| χ \| ʁ \| ħ \| ʕ \| h \| ɦ \| \| Апроксиманти \| \| β̞ \| \| ʋ \| \| \| \| \| \| ɹ \| \| \| \| ɻ \| \| j \| \| ɰ \| \| \| \| \| \| ʔ̞ \| \| Одноударні \| \| ⱱ̟ \| \| ⱱ \| \| ɾ̼ \| \| \| ɾ̥ \| ɾ \| \| \| ɽ̊ \| ɽ \| \| \| \| \| \| ɢ̆ \| \| ʡ̆ \| \| \| \| Дрижачі \| ʙ̥ \| ʙ \| \| \| \| \| \| \| r̥ \| r \| \| \| ɽ̊r̥ \| ɽr \| \| \| \| \| ʀ̥ \| ʀ \| ʜ \| ʢ \| \| \| \| Бокові африкати \| \| \| \| \| \| \| \| \| tɬ \| dɮ \| \| \| tꞎ \| d𝼅 \| c𝼆 \| ɟʎ̝ \| k𝼄 \| ɡʟ̝ \| \| \| \| \| \| \| \| Бокові фрикативи \| \| \| \| \| \| \| \| \| ɬ \| ɮ \| \| \| ꞎ \| 𝼅 \| 𝼆 \| ʎ̝ \| 𝼄 \| ʟ̝ \| \| \| \| \| \| \| \| Бокові апроксиманти \| \| \| \| \| \| \| \| \| \| l \| \| \| \| ɭ \| \| ʎ \| \| ʟ \| \| ʟ̠ \| \| \| \| \| \| Бокові одноударні \| \| \| \| \| \| \| \| \| ɺ̥ \| ɺ \| \| \| 𝼈̥ \| 𝼈 \| \| ʎ̆ \| \| ʟ̆ \| \| \| \| \| \| \| |             |             |             |             |               |                 |                 |                 |                 |                 |                 |                 |                 |                 |                    |                    |               |               |           |           |                          |                          |             |             |             |             |
| Довідка про МФА аудіо докладніше шаблон |             |             |             |             |               |                 |                 |                 |                 |                 |                 |                 |                 |                 |                    |                    |               |               |           |           |                          |                          |             |             |             |             |
| Місце → | Губні       | Губні       | Губні       | Губні       | Губні         | Передньоязикові | Передньоязикові | Передньоязикові | Передньоязикові | Передньоязикові | Передньоязикові | Передньоязикові | Передньоязикові | Передньоязикові | Передньоязикові    | Дорсальні          | Дорсальні     | Дорсальні     | Дорсальні | Дорсальні | Ларингальні              | Ларингальні              | Ларингальні | Ларингальні | Ларингальні | Ларингальні |
| Спосіб ↓ | Губно-губні | Губно-губні | Губно-зубні | Губно-зубні | Язиково-губні | Язиково-губні   | Зубні           | Зубні           | Ясенні          | Ясенні          | Заясенні        | Заясенні        | Ретрофлексні    | Ретрофлексні    | Середньопіднебінні | Середньопіднебінні | Задньоязикові | Задньоязикові | Увулярні  | Увулярні  | Фарингальні/епіглотальні | Фарингальні/епіглотальні | Гортанні    | Гортанні    |             |             |
| Носові | m̥           | m           | ɱ̊           | ɱ           |               | n̼               |                 |                 | n̥               | n               |                 |                 | ɳ̊               | ɳ               | ɲ̊                  | ɲ                  | ŋ̊             | ŋ             | ɴ̥         | ɴ         |                          |                          |             |             |             |             |
| Проривні | p           | b           | p̪           | b̪           | t̼             | d̼               |                 |                 | t               | d               |                 |                 | ʈ               | ɖ               | c                  | ɟ                  | k             | ɡ             | q         | ɢ         | ʡ                        |                          | ʔ           |             |             |             |
| Сибілянтні африкати |             |             |             |             |               |                 |                 |                 | ts              | dz              | t̠ʃ              | d̠ʒ              | tʂ              | dʐ              | tɕ                 | dʑ                 |               |               |           |           |                          |                          |             |             |             |             |
| Несибілянтні африкати | pɸ          | bβ          | p̪f          | b̪v          |               |                 | t̪θ              | d̪ð              | tɹ̝̊              | dɹ̝              | t̠ɹ̠̊˔             | d̠ɹ̠˔             |                 |                 | cç                 | ɟʝ                 | kx            | ɡɣ            | qχ        | ɢʁ        | ʡʜ                       | ʡʢ                       | ʔh          |             |             |             |
| Сибілянтні фрикативи |             |             |             |             |               |                 |                 |                 | s               | z               | ʃ               | ʒ               | ʂ               | ʐ               | ɕ                  | ʑ                  |               |               |           |           |                          |                          |             |             |             |             |
| Несибілянтні фрикативи | ɸ           | β           | f           | v           | θ̼             | ð̼               | θ               | ð               | θ̠               | ð̠               | ɹ̠̊˔              | ɹ̠˔              | ɻ̊˔              | ɻ˔              | ç                  | ʝ                  | x             | ɣ             | χ         | ʁ         | ħ                        | ʕ                        | h           | ɦ           |             |             |
| Апроксиманти |             | β̞           |             | ʋ           |               |                 |                 |                 |                 | ɹ               |                 |                 |                 | ɻ               |                    | j                  |               | ɰ             |           |           |                          |                          |             | ʔ̞           |             |             |
| Одноударні |             | ⱱ̟           |             | ⱱ           |               | ɾ̼               |                 |                 | ɾ̥               | ɾ               |                 |                 | ɽ̊               | ɽ               |                    |                    |               |               |           | ɢ̆         |                          | ʡ̆                        |             |             |             |             |
| Дрижачі | ʙ̥           | ʙ           |             |             |               |                 |                 |                 | r̥               | r               |                 |                 | ɽ̊r̥              | ɽr              |                    |                    |               |               | ʀ̥         | ʀ         | ʜ                        | ʢ                        |             |             |             |             |
| Бокові африкати |             |             |             |             |               |                 |                 |                 | tɬ              | dɮ              |                 |                 | tꞎ              | d𝼅              | c𝼆                 | ɟʎ̝                 | k𝼄            | ɡʟ̝            |           |           |                          |                          |             |             |             |             |
| Бокові фрикативи |             |             |             |             |               |                 |                 |                 | ɬ               | ɮ               |                 |                 | ꞎ               | 𝼅               | 𝼆                  | ʎ̝                  | 𝼄             | ʟ̝             |           |           |                          |                          |             |             |             |             |
| Бокові апроксиманти |             |             |             |             |               |                 |                 |                 |                 | l               |                 |                 |                 | ɭ               |                    | ʎ                  |               | ʟ             |           | ʟ̠         |                          |                          |             |             |             |             |
| Бокові одноударні |             |             |             |             |               |                 |                 |                 | ɺ̥               | ɺ               |                 |                 | 𝼈̥               | 𝼈               |                    | ʎ̆                  |               | ʟ̆             |           |           |                          |                          |             |             |             |             |

Коментарі
- [ɧ] визнають як «одночасний [ʃ] і [x]». Однак про це ще сперечаються.
- [ɧ̬] визнають як «одночасний [ʒ] і [ɣ]». Однак про це ще сперечаються.

#### Нелегеневі (непульмонічні)
| \| \| \| Г \| ГЗ \| З \| Я \| ЗЯ \| РФ \| СП \| ЗЯ \| У \| Г \| \| ------------------------------------------- \| ------------------ \| ----- \| --- \| ----- \| ----- \| --- \| --- \| ----- \| --- \| --- \| -- \| \| Абруптивні \| Проривні \| pʼ \| \| \| tʼ \| \| ʈʼ \| cʼ \| kʼ \| qʼ \| ʡʼ \| \| Абруптивні \| Африкати \| \| p̪fʼ \| t̪θʼ \| tsʼ \| t̠ʃʼ \| tʂʼ \| \| kxʼ \| qχʼ \| \| \| Абруптивні \| Фрикативні \| ɸʼ \| fʼ \| θʼ \| sʼ \| ʃʼ \| ʂʼ \| ɕʼ \| xʼ \| χʼ \| \| \| Абруптивні \| Бокові африкати \| \| \| \| tɬʼ \| \| \| c𝼆ʼ \| k𝼄ʼ \| \| \| \| Абруптивні \| Бокові фрикативні \| \| \| \| ɬʼ \| \| \| \| \| \| \| \| Кліки (Верхні — заязичні; нижні — увулярні) \| Без придиху[en] \| kʘ qʘ \| \| kǀ qǀ \| kǃ qǃ \| \| \| kǂ qǂ \| \| \| \| \| Кліки (Верхні — заязичні; нижні — увулярні) \| Дзвінкі \| ɡʘ ɢʘ \| \| ɡǀ ɢǀ \| ɡǃ ɢǃ \| \| \| ɡǂ ɢǂ \| \| \| \| \| Кліки (Верхні — заязичні; нижні — увулярні) \| Назальні \| ŋʘ ɴʘ \| \| ŋǀ ɴǀ \| ŋǃ ɴǃ \| \| \| ŋǂ ɴǂ \| \| \| \| \| Кліки (Верхні — заязичні; нижні — увулярні) \| Бокові без придиху \| \| \| \| kǁ qǁ \| \| \| \| \| \| \| \| Кліки (Верхні — заязичні; нижні — увулярні) \| Дзвінкі бокові \| \| \| \| ɡǁ ɢǁ \| \| \| \| \| \| \| \| Кліки (Верхні — заязичні; нижні — увулярні) \| Носові бокові \| \| \| \| ŋǁ ɴǁ \| \| \| \| \| \| \| \| Імплозивні \| Дзвінкі \| ɓ \| \| \| ɗ \| \| ᶑ \| ʄ \| ɠ \| ʛ \| \| \| Імплозивні \| Глухі \| ɓ̥ \| \| \| ɗ̥ \| \| ᶑ̊ \| ʄ̊ \| ɠ̊ \| ʛ̥ \| \| |                    |       |     |       |       |     |     |       |     |     |    |
| Довідка про МФА аудіо докладніше шаблон |                    |       |     |       |       |     |     |       |     |     |    |
| |                    | Г     | ГЗ  | З     | Я     | ЗЯ  | РФ  | СП    | ЗЯ  | У   | Г  |
| Абруптивні | Проривні           | pʼ    |     |       | tʼ    |     | ʈʼ  | cʼ    | kʼ  | qʼ  | ʡʼ |
| Абруптивні | Африкати           |       | p̪fʼ | t̪θʼ   | tsʼ   | t̠ʃʼ | tʂʼ |       | kxʼ | qχʼ |    |
| Абруптивні | Фрикативні         | ɸʼ    | fʼ  | θʼ    | sʼ    | ʃʼ  | ʂʼ  | ɕʼ    | xʼ  | χʼ  |    |
| Абруптивні | Бокові африкати    |       |     |       | tɬʼ   |     |     | c𝼆ʼ   | k𝼄ʼ |     |    |
| Абруптивні | Бокові фрикативні  |       |     |       | ɬʼ    |     |     |       |     |     |    |
| Кліки (Верхні — заязичні; нижні — увулярні) | Без придиху        | kʘ qʘ |     | kǀ qǀ | kǃ qǃ |     |     | kǂ qǂ |     |     |    |
| Кліки (Верхні — заязичні; нижні — увулярні) | Дзвінкі            | ɡʘ ɢʘ |     | ɡǀ ɢǀ | ɡǃ ɢǃ |     |     | ɡǂ ɢǂ |     |     |    |
| Кліки (Верхні — заязичні; нижні — увулярні) | Назальні           | ŋʘ ɴʘ |     | ŋǀ ɴǀ | ŋǃ ɴǃ |     |     | ŋǂ ɴǂ |     |     |    |
| Кліки (Верхні — заязичні; нижні — увулярні) | Бокові без придиху |       |     |       | kǁ qǁ |     |     |       |     |     |    |
| Кліки (Верхні — заязичні; нижні — увулярні) | Дзвінкі бокові     |       |     |       | ɡǁ ɢǁ |     |     |       |     |     |    |
| Кліки (Верхні — заязичні; нижні — увулярні) | Носові бокові      |       |     |       | ŋǁ ɴǁ |     |     |       |     |     |    |
| Імплозивні | Дзвінкі            | ɓ     |     |       | ɗ     |     | ᶑ   | ʄ     | ɠ   | ʛ   |    |
| Імплозивні | Глухі              | ɓ̥     |     |       | ɗ̥     |     | ᶑ̊   | ʄ̊     | ɠ̊   | ʛ̥   |    |

### Голосні
Голосні в МФА розташовуються відповідно до положення язика при вимові.
Вертикальна вісь таблиці відображає підйом голосного. Голосні, що вимовляються з нижнім положенням язика, знаходяться внизу таблиці, а з піднятим язиком — вгорі.
Тим же чином, горизонтальне положення голосного в таблиці визначається його рядом. Голосні, для яких язик зміщується вперед (як [ɛ]), перебувають у лівому стовпці, а ті, для яких язик зміщується назад (як [ʌ]), — у правому.
| [ р • о ]                                                       | Передні                                                               | Н. передні                                                            | Середні                                                               | Н. задні                                                              | Задні                                                                 |
| Високі                                                          | \| i • yɨ • ʉɯ • uɪ ʏ ʊe • øɘ • ɵɤ • oəɛ • œɜ • ɞʌ • ɔæɐa • ɶɑ • ɒ \| | \| i • yɨ • ʉɯ • uɪ ʏ ʊe • øɘ • ɵɤ • oəɛ • œɜ • ɞʌ • ɔæɐa • ɶɑ • ɒ \| | \| i • yɨ • ʉɯ • uɪ ʏ ʊe • øɘ • ɵɤ • oəɛ • œɜ • ɞʌ • ɔæɐa • ɶɑ • ɒ \| | \| i • yɨ • ʉɯ • uɪ ʏ ʊe • øɘ • ɵɤ • oəɛ • œɜ • ɞʌ • ɔæɐa • ɶɑ • ɒ \| | \| i • yɨ • ʉɯ • uɪ ʏ ʊe • øɘ • ɵɤ • oəɛ • œɜ • ɞʌ • ɔæɐa • ɶɑ • ɒ \| |
| Н. високі                                                       | \| i • yɨ • ʉɯ • uɪ ʏ ʊe • øɘ • ɵɤ • oəɛ • œɜ • ɞʌ • ɔæɐa • ɶɑ • ɒ \| | \| i • yɨ • ʉɯ • uɪ ʏ ʊe • øɘ • ɵɤ • oəɛ • œɜ • ɞʌ • ɔæɐa • ɶɑ • ɒ \| | \| i • yɨ • ʉɯ • uɪ ʏ ʊe • øɘ • ɵɤ • oəɛ • œɜ • ɞʌ • ɔæɐa • ɶɑ • ɒ \| | \| i • yɨ • ʉɯ • uɪ ʏ ʊe • øɘ • ɵɤ • oəɛ • œɜ • ɞʌ • ɔæɐa • ɶɑ • ɒ \| | \| i • yɨ • ʉɯ • uɪ ʏ ʊe • øɘ • ɵɤ • oəɛ • œɜ • ɞʌ • ɔæɐa • ɶɑ • ɒ \| |
| Високо-сер.                                                     | \| i • yɨ • ʉɯ • uɪ ʏ ʊe • øɘ • ɵɤ • oəɛ • œɜ • ɞʌ • ɔæɐa • ɶɑ • ɒ \| | \| i • yɨ • ʉɯ • uɪ ʏ ʊe • øɘ • ɵɤ • oəɛ • œɜ • ɞʌ • ɔæɐa • ɶɑ • ɒ \| | \| i • yɨ • ʉɯ • uɪ ʏ ʊe • øɘ • ɵɤ • oəɛ • œɜ • ɞʌ • ɔæɐa • ɶɑ • ɒ \| | \| i • yɨ • ʉɯ • uɪ ʏ ʊe • øɘ • ɵɤ • oəɛ • œɜ • ɞʌ • ɔæɐa • ɶɑ • ɒ \| | \| i • yɨ • ʉɯ • uɪ ʏ ʊe • øɘ • ɵɤ • oəɛ • œɜ • ɞʌ • ɔæɐa • ɶɑ • ɒ \| |
| Середні                                                         | \| i • yɨ • ʉɯ • uɪ ʏ ʊe • øɘ • ɵɤ • oəɛ • œɜ • ɞʌ • ɔæɐa • ɶɑ • ɒ \| | \| i • yɨ • ʉɯ • uɪ ʏ ʊe • øɘ • ɵɤ • oəɛ • œɜ • ɞʌ • ɔæɐa • ɶɑ • ɒ \| | \| i • yɨ • ʉɯ • uɪ ʏ ʊe • øɘ • ɵɤ • oəɛ • œɜ • ɞʌ • ɔæɐa • ɶɑ • ɒ \| | \| i • yɨ • ʉɯ • uɪ ʏ ʊe • øɘ • ɵɤ • oəɛ • œɜ • ɞʌ • ɔæɐa • ɶɑ • ɒ \| | \| i • yɨ • ʉɯ • uɪ ʏ ʊe • øɘ • ɵɤ • oəɛ • œɜ • ɞʌ • ɔæɐa • ɶɑ • ɒ \| |
| Низько-сер.                                                     | \| i • yɨ • ʉɯ • uɪ ʏ ʊe • øɘ • ɵɤ • oəɛ • œɜ • ɞʌ • ɔæɐa • ɶɑ • ɒ \| | \| i • yɨ • ʉɯ • uɪ ʏ ʊe • øɘ • ɵɤ • oəɛ • œɜ • ɞʌ • ɔæɐa • ɶɑ • ɒ \| | \| i • yɨ • ʉɯ • uɪ ʏ ʊe • øɘ • ɵɤ • oəɛ • œɜ • ɞʌ • ɔæɐa • ɶɑ • ɒ \| | \| i • yɨ • ʉɯ • uɪ ʏ ʊe • øɘ • ɵɤ • oəɛ • œɜ • ɞʌ • ɔæɐa • ɶɑ • ɒ \| | \| i • yɨ • ʉɯ • uɪ ʏ ʊe • øɘ • ɵɤ • oəɛ • œɜ • ɞʌ • ɔæɐa • ɶɑ • ɒ \| |
| Н. низькі                                                       | \| i • yɨ • ʉɯ • uɪ ʏ ʊe • øɘ • ɵɤ • oəɛ • œɜ • ɞʌ • ɔæɐa • ɶɑ • ɒ \| | \| i • yɨ • ʉɯ • uɪ ʏ ʊe • øɘ • ɵɤ • oəɛ • œɜ • ɞʌ • ɔæɐa • ɶɑ • ɒ \| | \| i • yɨ • ʉɯ • uɪ ʏ ʊe • øɘ • ɵɤ • oəɛ • œɜ • ɞʌ • ɔæɐa • ɶɑ • ɒ \| | \| i • yɨ • ʉɯ • uɪ ʏ ʊe • øɘ • ɵɤ • oəɛ • œɜ • ɞʌ • ɔæɐa • ɶɑ • ɒ \| | \| i • yɨ • ʉɯ • uɪ ʏ ʊe • øɘ • ɵɤ • oəɛ • œɜ • ɞʌ • ɔæɐa • ɶɑ • ɒ \| |
| Низькі                                                          | \| i • yɨ • ʉɯ • uɪ ʏ ʊe • øɘ • ɵɤ • oəɛ • œɜ • ɞʌ • ɔæɐa • ɶɑ • ɒ \| | \| i • yɨ • ʉɯ • uɪ ʏ ʊe • øɘ • ɵɤ • oəɛ • œɜ • ɞʌ • ɔæɐa • ɶɑ • ɒ \| | \| i • yɨ • ʉɯ • uɪ ʏ ʊe • øɘ • ɵɤ • oəɛ • œɜ • ɞʌ • ɔæɐa • ɶɑ • ɒ \| | \| i • yɨ • ʉɯ • uɪ ʏ ʊe • øɘ • ɵɤ • oəɛ • œɜ • ɞʌ • ɔæɐa • ɶɑ • ɒ \| | \| i • yɨ • ʉɯ • uɪ ʏ ʊe • øɘ • ɵɤ • oəɛ • œɜ • ɞʌ • ɔæɐa • ɶɑ • ɒ \| |
| i • yɨ • ʉɯ • uɪ ʏ ʊe • øɘ • ɵɤ • oəɛ • œɜ • ɞʌ • ɔæɐa • ɶɑ • ɒ |                                                                       |                                                                       |                                                                       |                                                                       |                                                                       |

Коментарі

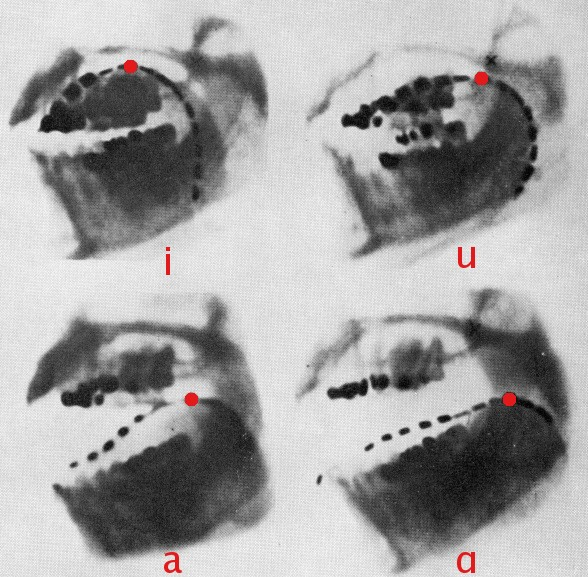
Звуки [i, u, a, ɑ] на рентгенівському знімку

- Якщо символи стоять у парі, то правий з них — огублений голосний, те саме стосується й [ʊ]. Усі інші голосні — неогублені.
- [ɶ] не підтверджений як окрема фонема в жодній з наявних мов.
- [a] визнають голосним переднього ряду, але відмінність між голосними переднього й середнього ряду низького піднесення незначна, тому [a] часто використовують, щоб позначити голосний середнього ряду низького піднесення.
- [ʊ] і [ɪ] у давніших варіантах МФА записували як [ɷ] і [ɩ] відповідно.

## Таблиці МФА
Офіційна таблиця приголосних та голосних станом на 2020 рік:

Таблиця приголосних та голосних українською:
Звучання та приклади використання наведені у статті Список символів Міжнародного фонетичного алфавіту.